# Mesembrinella batesi
Mesembrinella batesi är en tvåvingeart som beskrevs av Aldrich 1922. Mesembrinella batesi ingår i släktet Mesembrinella och familjen spyflugor. Inga underarter finns listade i Catalogue of Life.